# Диенекий
Диенекий (на гръцки: Διηνέκης) (загива 480 пр.н.е.) е спартанец, герой от битката при Термопилите между Древна Гърция и Персия, станал известен с остроумния и смел отговор на заплахите на персийските пратеници към дръзналите да се съпротивляват гърци. Името му е споменато от Херодот и Диодор Сицилийски в описанието на събитието. Херодот описва в Историите си в книга VII, гл. 226, че макар всички войски да са проявили смелост - спартанци и теспийци, за най-смел от всички е обявен Диенекий. Когато трахиниец посланик на Ксеркс предупреждава спартанците, че персийските стрели ще са толкова многобройни, че ще закрият слънцето, спартанецът Диенекий отвръща:
| „ | Добре! Така ще се бием на сянка. | “ |

Поради остроумието и куража си Диенекий (пряко или не) присъства в популярната култура всеки път, когато се пише за Термопилите или се снима филм за битката при Термопилите. Не винаги му се дава кредит за думите, но те присъстват. В последния филм по темата - „300“, режисьорът Зак Снайдър, базирайки се на романа и комиксите на Франк Милър, и за да подсили ефекта на отговора, го извежда извън изворите на историческото събитие – и вместо като отговор на Диенекий към пратениците го представя като отговор на друг герой, измисленият герой Стелиос (Стелий), към персийската заплаха, че „стрелите им ще скрият слънцето“.